# Проденештій-Векі
Проденештій-Векі (рум. Prodăneștii Vechi) — село у Флорештському районі Молдови. Входить до складу комуни, адміністративним центром якої є село Штефенешть.

## Населення
За даними перепису населення 2004 року у селі проживали 258 осіб.
Національний склад населення села:
| Національність | Кількість осіб | Відсоток |
| -------------- | -------------- | -------- |
| молдавани      | 256            | 99,2%    |
| українці       | 1              | 0,4%     |
| росіяни        | 1              | 0,4%     |
| Всього         | 258            | 100%     |